# Cloaking (internet)
A cloaking (magyarul álcázás) technika lényege, hogy a webszerver a látogató refererének vizsgálata alapján a látogatók bizonyos körének más oldalt mutat, mint egyébként. A cloaking használatával például IP-cím alapján meghatározható a felhasználó térbeli elhelyezkedése, így más regionális tartalom kínálható fel, de a technikának egyéb speciális, indokolható felhasználási területe lehet.

## Visszaélés a cloaking technikával
Sokan az álcázás technikáját a szabadszavas keresők megtévesztésére használják, keresőoptimalizálás céljából: például az user agent vagy a keresőrobotok ismert IP-cím tartománya alapján más tartalmat mutatnak a keresőknek, mint a látogatóknak. Ezzel egyrészt javíthatóak az oldal helyezései a találati rangsorokban, mert így a látogatókat figyelmen kívül hagyva pusztán a keresőrobotok igényeire specializálható az oldal; másrészt megtévesztheti a céltudatosan kereső felhasználókat, akik így mást látnak a találati listákban, mint amit az oldal valójában nyújt.

## Keresőoldalak kontra cloaking
A fontos keresők törekednek a cloaking technológiákkal való visszaélések felderítésére, és igyekeznek eltávolítani adatbázisukból az ilyen webhelyek oldalait. Például valószínűleg ennek tudható be, hogy a Googlebot többfajta user agenttel operál.